# Ірвайн–Мічіган–Брукгейвен (детектор)
IMB (Irvine-Michigan-Brookhaven, Ірвайн–Мічіган–Брукгейвен) - експеримент з розпадом нуклонів і нейтринною обсерваторією, розташований в шахті Фейрпорт компанії Morton Salt на березі озера Ері в США на глибині 600 м під землею. Експеримент проводили спільно Каліфорнійський університет в Ірвайні, Університет Мічигану та Брукгейвенська національна лабораторія. Як і кілька інших детекторів частинок, він був побудований головним чином з метою спостереження розпаду протона, але він досяг більшої популярності завдяки спостереженням нейтрино, особливо від наднової SN 1987A.

## Конструкція
IMB складався з приблизно кубічної ємності розміром 17 × 17,5 × 23 метри, наповненої надчистою водою й оточений 2048 фотопомножувачами. IMB виявляв швидкі частинки, наприклад, утворені в результаті розпаду протонів або взаємодії нейтрино, вловлюючи черенковське випромінювання від частинок, які рухаються швидше за швидкість світла у воді. Інформація про напрямок руху частинок була доступна від фототрубок, що дозволяло визначити початковий напрямок руху нейтрино.

## Історія
У 1979 році було закладено фундамент соляної шахти. Ємність для води для детектора була закінчена в 1981 році. Проєкт затримався через проблеми з фінансуванням і витоки води з резервуара, але до кінця літа 1982 року детектор вже працював на повну потужність. Перші результати були опубліковані в 1982 році. Детектор збирав дані до 1991 року.

## Результати
У 1987 році детектор виявив 8 (із приблизно 1058) нейтрино, випромінених надновою SN 1987A.
За рік спостережень не було зафіксовано жодного розпаду протона. Оскільки об'єм води в детекторі містить близько 1031 протонів, це означає, що період напіврозпаду протона становить не менше 1031 років.